# Карл Фрістон
Карл Фрістон (англ. Karl J. Friston, нар. 12 липня 1959 Йорк, Велика Британія) — британський нейробіолог та фахівець з візуалізації мозку
Фрістон вивчав медицину у Кембріджському університеті та Королівському коледжі Лондона (закінчив в 1983 р.) та психіатрію у Королівському коледжі психіатрії, (закінчив в 1988 р..)
З 1998 року він є професором кафедри неврології в Університетському коледжі Лондона, а з 2001 року також є науковим директором Wellcome Trust Center for Neuroimaging у Лондоні.

## Нагороди та визнання
- член Королівського біологічного товариства[en]
- 2003:Золотий мозок[en][12]
- 2006:член Лондонського королівського товариства[13]
- 2011:почесний доктор Йоркського університету
- 2014:член Європейської Організації Молекулярної Біології
- 2015:член Європейської Академії
- 2017:Clarivate Citation Laureates